# 100 meter horden
De 100 m horden is een onderdeel binnen de atletiek, dat alleen door vrouwen wordt gelopen. Mannen lopen 110 m horden. Sinds de Olympische Spelen van 1972 is de 100 m horden een olympisch onderdeel. Vóór die tijd, vanaf de Spelen van 1932, stond voor vrouwen 80 m horden op het programma.

## Specificaties en regels
Over de afstand staan tien horden verdeeld met een hoogte van 84 centimeter. De eerste horde staat 13 meter van de start en daarna staan alle hordes 8,5 meter van elkaar af. De hordes zijn zo gemaakt, dat ze omvallen als je ze raakt. Dit is toegestaan, zolang een omgevallen horde de tegenstander niet hindert.

## Records
Het wereldrecord van 12,21 s van Jordanka Donkova heeft een kleine dertig jaar standgehouden, van 1988 tot 2016. Op 22 juli 2016 liep Kendra Harrison 0,01 seconde sneller. Daarna verbeterde Tobi Amusan dat record tot 12,12 s tijdens de WK atletiek in 2022. Het Nederlandse record van 12,77 s stond sinds 1989 op naam van Marjan Olyslager en werd in 2018 verbeterd tot 12,71 s door Nadine Visser. Sindsdien heeft Visser dit record verder naar beneden toe bijgesteld en in 2024 teruggebracht tot 12,36 s. Het Belgische record staat op 12,71 s door Anne Zagré in 2015.

## Top tien aller tijden
Tussen haakjes de wind in (m/s)
| Pos. | Tijd         | Atlete                | Land             | Plaats       | Datum            |
| ---- | ------------ | --------------------- | ---------------- | ------------ | ---------------- |
| 1    | 12,12 (+0,9) | Tobi Amusan           | Nigeria          | Eugene       | 24 juli 2022     |
| 2    | 12,17 (+2,0) | Masai Russell         | Verenigde Staten | Miramar      | 2 mei 2025       |
| 3    | 12,19 (+2,0) | Tia Jones             | Verenigde Staten | Miramar      | 2 mei 2025       |
| 4    | 12,20 (+0,3) | Kendra Harrison       | Verenigde Staten | Londen       | 22 juli 2016     |
| 5    | 12,21 (+0,7) | Jordanka Donkova      | Bulgarije        | Stara Zagora | 20 augustus 1988 |
| 5    | 12,21 (+0,7) | Grace Stark           | Verenigde Staten | Parijs       | 20 juni 2025     |
| 7    | 12,24 (-0,4) | Ackera Nugent         | Jamaica          | Rome         | 30 juni 2024     |
| 7    | 12,24 (+1,4) | Tonea Marshall        | Verenigde Staten | Chorzów      | 16 augustus 2025 |
| 9    | 12,25 (+1,4) | Ginka Zagortsjeva     | Bulgarije        | Drama        | 8 augustus 1987  |
| 10   | 12,26 (+1,7) | Ludmila Engquist      | Rusland          | Sevilla      | 6 juni 1992      |
| 10   | 12,26 (+1,2) | Brianna Rollins       | Verenigde Staten | Des Moines   | 22 juni 2013     |
| 10   | 12,26 (-0,2) | Jasmine Camacho-Quinn | Puerto Rico      | Tokio        | 1 augustus 2021  |

Bijgewerkt: 17 augustus 2025

## Snelste Belgische atletes
| Rang | Tijd  | Atlete              | Datum            | Plaats             |
| ---- | ----- | ------------------- | ---------------- | ------------------ |
| 1.   | 12,71 | Anne Zagré          | 18 juli 2015     | Heusden            |
| 2.   | 12,72 | Eline Berings       | 18 juli 2018     | Naimette-Xhovémont |
| 3.   | 12,90 | Sara Aerts          | 27 juli 2013     | Ninove             |
| 4.   | 12,97 | Elisabeth Davin     | 28 juni 2009     | La Chaux-de-Fonds  |
| 5.   | 12,98 | Sylvia Dethier      | 4 augustus 1998  | Brussel            |
| 6.   | 12,99 | Yanla Ndjip-Nyemeck | 25 mei 2023      | Sacramento         |
| 7.   | 13,17 | Noor Vidts          | 4 augustus 2021  | Tokio              |
| 8.   | 13,19 | Sarah Missinne      | 2 juni 2018      | Oordegem           |
| 9.   | 13,21 | Nafissatou Thiam    | 17 juli 2022     | Eugene             |
| 10.  | 13,24 | Myriam Tschomba     | 10 augustus 2023 | Jambes             |

Bijgewerkt: 4 juli 2023

## Snelste Nederlandse atletes
| Rang | Tijd  | Atlete            | Datum            | Plaats            |
| ---- | ----- | ----------------- | ---------------- | ----------------- |
| 1.   | 12,28 | Nadine Visser     | 16 augustus 2025 | Chorzów           |
| 2.   | 12,66 | Maayke Tjin A-Lim | 2 juli 2023      | La Chaux-de-Fonds |
| 3.   | 12,77 | Marjan Olyslager  | 25 juni 1989     | Villeneuve-d'Ascq |
| 4.   | 12,83 | Zoë Sedney        | 14 augustus 2021 | La Chaux-de-Fonds |
| 5.   | 12,85 | Sharona Bakker    | 12 augustus 2014 | Zürich            |
| 6.   | 12,86 | Eefje Boons       | 5 juli 2018      | Guadalajara       |
| 7.   | 12,89 | Rosina Hodde      | 5 september 2014 | Brussel           |
| 8.   | 12,91 | Mira Groot        | 3 augustus 2025  | Hengelo           |
| 9.   | 13,05 | Judith Vis        | 10 augustus 2003 | Namen             |
| 10.  | 13,09 | Anouk Vetter      | 4 augustus 2021  | Tokio             |

Bijgewerkt: 16 augustus 2025

## Continentale records
| Continent                | Geslacht | Prestatie  | Atleet                  | Land | Datum            | Plaats       |
| ------------------------ | -------- | ---------- | ----------------------- | ---- | ---------------- | ------------ |
| Afrika                   | V        | 12,12 (WR) | Tobi Amusan             | NGR  | 24 juli 2022     | Eugene       |
| Noord- en Midden-Amerika | V        | 12,20      | Kendra Harrison         | USA  | 22 juli 2016     | Londen       |
| Zuid-Amerika             | V        | 12,49      | Maribel Vanessa Caicedo | ECU  | 23 mei 2024      | Fayetteville |
| Azië                     | V        | 12,44      | Olga Sjisjigina         | KAZ  | 27 juni 1995     | Luzern       |
| Europa                   | V        | 12,21      | Jordanka Donkova        | BUL  | 20 augustus 1988 | Stara Zagora |
| Oceanië                  | V        | 12,28      | Sally Pearson           | AUS  | 3 september 2011 | Daegu        |

Bijgewerkt tot 19 augustus 2024

## Wereldrecords

### Handgeklokte tijd
| Tijd   | Atlete            | Land | Datum             | Plaats       |
| ------ | ----------------- | ---- | ----------------- | ------------ |
| 13,3 s | Teresa Sukniewicz | POL  | 20 juni 1969      | Warschau     |
| 13,3 s | Karin Balzer      | GDR  | 20 juni 1969      | Warschau     |
| 13,0 s | Karin Balzer      | GDR  | 27 juli 1969      | Leipzig      |
| 12,9 s | Karin Balzer      | GDR  | 5 september 1969  | Berlijn      |
| 12,8 s | Teresa Sukniewicz | POL  | 20 juni 1970      | Warschau     |
| 12,8 s | Chi Cheng         | TPE  | 12 juli 1970      | München      |
| 12,7 s | Karin Balzer      | GDR  | 26 juli 1970      | Berlijn      |
| 12,7 s | Teresa Sukniewicz | POL  | 20 september 1970 | Warschau     |
| 12,7 s | Karin Balzer      | GDR  | 25 juli 1971      | Berlijn      |
| 12,6 s | Karin Balzer      | GDR  | 31 juli 1971      | Berlijn      |
| 12,5 s | Annelie Ehrhardt  | GDR  | 15 juni 1972      | Potsdam      |
| 12,5 s | Pam Ryan          | AUS  | 28 juni 1972      | Warschau     |
| 12,5 s | Annelie Ehrhardt  | GDR  | 13 augustus 1972  | Oost-Berlijn |
| 12,3 s | Annelie Ehrhardt  | GDR  | 22 juli 1973      | Dresden      |

### Elektronisch geklokte tijd
| Tijd    | Atlete           | Land | Datum            | Plaats       |
| ------- | ---------------- | ---- | ---------------- | ------------ |
| 12,59 s | Annelie Ehrhardt | GDR  | 8 september 1972 | München      |
| 12,48 s | Grażyna Rabsztyn | POL  | 10 juni 1978     | Fürth        |
| 12,48 s | Grażyna Rabsztyn | POL  | 18 juni 1979     | Warschau     |
| 12,36 s | Grażyna Rabsztyn | POL  | 12 juni 1980     | Warschau     |
| 12,36 s | Jordanka Donkova | BUL  | 13 augustus 1986 | Sofia        |
| 12,34 s | Jordanka Donkova | BUL  | 17 augustus 1986 | Keulen       |
| 12,29 s | Jordanka Donkova | BUL  | 17 augustus 1986 | Keulen       |
| 12,26 s | Jordanka Donkova | BUL  | 7 september 1986 | Ljubljana    |
| 12,25 s | Ginka Zagorcheva | BUL  | 8 augustus 1987  | Drama        |
| 12,21 s | Jordanka Donkova | BUL  | 20 augustus 1988 | Stara Zagora |
| 12,20 s | Kendra Harrison  | USA  | 22 juli 2016     | Londen       |
| 12,12 s | Tobi Amusan      | NGR  | 24 juli 2022     | Eugene       |